# 兴农街道 (农安县)
兴农街道是中华人民共和国吉林省长春市农安县下辖的一个街道办事处。

## 行政区划
兴农街道下辖以下村级行政区划单位：
西关社区、站前社区、绅士社区、新大社区、古城街社区、西关村、站前村和西五里界村。